# Schwarzhof (Altmärkische Wische)
Schwarzhof ist ein Wohnplatz im Ortsteil Neukirchen (Altmark) der Gemeinde Altmärkische Wische im Landkreis Stendal in Sachsen-Anhalt.

## Geografie
Der Schwarzhof liegt 2 Kilometer nordöstlich von Neukirchen (Altmark) am südwestlichen Elbufer direkt am Elberadweg in der Wische.

## Geschichte
Zu Beginn des 20. Jahrhunderts stand an der Stelle ein Wachthaus, später auch ein Hof. Im Jahre 2006 und danach wird Schwarzhof im Ortsteilverzeichnis von Sachsen-Anhalt genannt.